# Heterochordeuma monticola
Heterochordeuma monticola är en mångfotingart som beskrevs av Pocock 1894. Heterochordeuma monticola ingår i släktet Heterochordeuma och familjen Heterochordeumatidae. Inga underarter finns listade i Catalogue of Life.